# Seznam medailistů na mistrovství světa ve vodním slalomu – kajak muži
Tento seznam uvádí přehled medailistů na mistrovství světa ve vodním slalomu v závodech na kajaku, které byly na program světových šampionátů zařazeny v roce 1949.

## K1
V letech 1949–1963 byl používán skládací kajak.

| Rok  | Místo                     | Zlato                           | Stříbro                   | Bronz              |
| ---- | ------------------------- | ------------------------------- | ------------------------- | ------------------ |
| 1949 | Ženeva                    | Othmar Eiterer                  | Hans Frühwirt             | Werner Zimmermann  |
| 1951 | Steyr                     | Hans Frühwirth                  | Rudolf Pillwein           | Rudolf Sausgruber  |
| 1953 | Merano                    | Walter Kirschbaum               | Rudolf Sausgruber         | Milan Zadel        |
| 1955 | Lublaň                    | Sigi Holzbauer                  | Miroslav Duffek           | Jože Ilija         |
| 1957 | Augsburg                  | Manfred Vogt                    | Dimitrij Skolil           | Heinz Bielig       |
| 1959 | Ženeva                    | Paul Farrant                    | Eberhard Gläser           | Heinz Bielig       |
| 1961 | Hainsberg                 | Eberhard Gläser                 | Roland Hahnebach          | Jiří Černý         |
| 1963 | Spittal an der Drau       | Jürgen Bremer                   | Rolf Luber                | Jiří Černý         |
| 1965 | Spittal an der Drau       | Kurt Presslmayr                 | Eberhard Gläser           | Uli Raysz          |
| 1967 | Lipno nad Vltavou         | Jürgen Bremer                   | David Mitchell            | Hans Hunziker      |
| 1969 | Bourg-Saint-Maurice       | Claude Peschier                 | Werner Zimmermann         | Werner Rosener     |
| 1971 | Merano                    | Siegbert Horn                   | Christian Döring          | Ulrich Peters      |
| 1973 | Muotathal                 | Norbert Sattler                 | Siegbert Horn             | Wojciech Gawroński |
| 1975 | Skopje                    | Siegbert Horn                   | Ulrich Peters             | Harald Gimpel      |
| 1977 | Spittal an der Drau       | Albert Kerr                     | Dieter Förstl             | Norbert Sattler    |
| 1979 | Jonquière                 | Peter Fauster                   | Eduard Wolffhardt         | Richard Fox        |
| 1981 | Bala                      | Richard Fox                     | Luboš Hilgert             | Jean-Yves Prigent  |
| 1983 | Merano                    | Richard Fox                     | Toni Prijon               | Peter Micheler     |
| 1985 | Augsburg                  | Richard Fox                     | Peter Micheler            | Luboš Hilgert      |
| 1987 | Bourg-Saint-Maurice       | Toni Prijon                     | Jernej Abramič            | Marjan Štrukelj    |
| 1989 | řeka Savage               | Richard Fox                     | Gilles Clouzeau           | Jernej Abramič     |
| 1991 | Lublaň                    | Shaun Pearce                    | Marjan Štrukelj           | Martin Hemmer      |
| 1993 | Mezzana                   | Richard Fox                     | Richard Weiss             | Melvyn Jones       |
| 1995 | Nottingham                | Oliver Fix                      | Scott Shipley             | Jiří Prskavec      |
| 1997 | Três Coroas               | Thomas Becker                   | Scott Shipley             | Paul Ratcliffe     |
| 1999 | La Seu d'Urgell           | David Ford                      | Scott Shipley             | Paul Ratcliffe     |
| 2002 | Bourg-Saint-Maurice       | Fabien Lefèvre                  | Miha Terdič               | Ivan Pišvejc       |
| 2003 | Augsburg                  | Fabien Lefèvre                  | David Ford                | Helmut Oblinger    |
| 2005 | Penrith                   | Fabian Dörfler                  | Fabien Lefèvre            | Peter Cibák        |
| 2006 | Praha                     | Stefano Cipressi Julien Billaut | —                         | Campbell Walsh     |
| 2007 | Foz do Iguaçu             | Sébastien Combot                | Fabian Dörfler            | Campbell Walsh     |
| 2009 | La Seu d'Urgell           | Peter Kauzer                    | Boris Neveu               | Carles Juanmartí   |
| 2010 | Lublaň                    | Daniele Molmenti                | Vavřinec Hradilek         | Jure Meglič        |
| 2011 | Bratislava                | Peter Kauzer                    | Mateusz Polaczyk          | Fabien Lefèvre     |
| 2013 | Praha                     | Vavřinec Hradilek               | Jiří Prskavec             | Mateusz Polaczyk   |
| 2014 | Deep Creek Lake           | Boris Neveu                     | Sébastien Combot          | Mathieu Biazizzo   |
| 2015 | Londýn                    | Jiří Prskavec                   | Mateusz Polaczyk          | Michal Smolen      |
| 2017 | Pau                       | Ondřej Tunka                    | Vít Přindiš               | Peter Kauzer       |
| 2018 | Rio de Janeiro            | Hannes Aigner (GER)             | Jiří Prskavec (CZE)       | Pavel Eigel (RUS)  |
| 2019 | La Seu d'Urgell           | Jiří Prskavec (CZE)             | David Llorente (ESP)      | Joan Crespo (ESP)  |
| 2020 | Nejelo se kvůli covidu-19 | Nejelo se kvůli covidu-19       | Nejelo se kvůli covidu-19 |                    |
| 2021 | Bratislava                | Boris Neveu (FRA)               | Marcello Beda (ITA)       | Joan Crespo (ESP)  |
| 2022 | Augsburg                  | Vít Přindiš (CZE)               | Giovanni De Gennaro (ITA) | Boris Neveu (FRA)  |
| 2023 | Londýn                    | Joe Clarke (GBR)                | Jiří Prskavec (CZE)       | Mathis Soudi (MAR) |

## K1 hlídky
V letech 1949–1963 byl používán skládací kajak.

| Rok  | Místo                     | Zlato                                                                  | Stříbro                                                                | Bronz                                                                |
| ---- | ------------------------- | ---------------------------------------------------------------------- | ---------------------------------------------------------------------- | -------------------------------------------------------------------- |
| 1949 | Ženeva                    | Švýcarsko Werner Zimmermann Jean Engler Eduard Kunz                    | Rakousko Hans Frühwirth Rudolf Pillwein Josef Danek                    | Československo Bohuslav Fiala Alvin Jeschke Jiří Valeš               |
| 1951 | Steyr                     | Rakousko Hans Frühwirth Rudolf Pillwein Othmar Eiterer                 | Západní Německo Albert Krais Ernst Sonntag Erich Seidel                | Švýcarsko Eduard Kunz Werner Zimmermann Jean Engler                  |
| 1953 | Merano                    | Rakousko Franz Grafetsberger Hans Herbist Rudolf Sausgruber            | Východní Německo Dieter Frank Helmuth Setzkorn Hilmar Pawliczek        | Západní Německo Karl Bruns Karl Rath Günter Deuble                   |
| 1955 | Lublaň                    | Západní Německo Manfred Vogt Sigi Holzbauer Alois Würfmannsdobler      | Rakousko Robert Fabian Rudolf Klepp Eduard Radelspöck                  | Československo Dimitrij Skolil Vladimír Cibák Zdeněk Matějovský      |
| 1957 | Augsburg                  | Východní Německo Heinz Bielig Eberhard Gläser Reinhard Sens            | Československo Vladimír Cibák Jan Pára Dimitrij Skolil                 | Západní Německo Manfred Vogt Günter Kirchner Karl Schröder           |
| 1959 | Ženeva                    | Východní Německo Eberhard Gläser Heinz Bielig Günther Möbius           | Československo Jan Pára Vladimír Cibák Zdeněk Košťál                   | Západní Německo Manfred Vogt Georg Samhuber Werner Vogler            |
| 1961 | Hainsberg                 | Východní Německo Horst Wängler Eberhard Gläser Roland Hahnebach        | Československo Jaroslav Vyhlíd Jiří Černý Zdeněk Košťál                | Polsko Eugeniusz Kapłaniak Jan Niemiec Władysław Piecyk              |
| 1963 | Spittal an der Drau       | Východní Německo Eberhard Gläser Rolf Luber Fritz Lange                | Polsko Bronisław Waruś Władysław Piecyk Józef Sarata                   | Spojené království Geoffrey Dinsdale David Mitchell Martin Rohleder  |
| 1965 | Spittal an der Drau       | Západní Německo Manfred Vogt Eugen Weimann Horst Dieter Engelke        | Východní Německo Eberhard Gläser Fritz Lange Rolf Luber                | Rakousko Robert Fabian Manfred Hausmann Kurt Presslmayr              |
| 1967 | Lipno nad Vltavou         | Východní Německo Jürgen Bremer Christian Döring Volkmar Fleischer      | Západní Německo Eugen Weimann Günther Beck Peter Trojovsky             | Francie Claude Lutz Jean-Louis Olry Claude Peschier                  |
| 1969 | Bourg-Saint-Maurice       | Francie Patrick Maccari Claude Peschier Alain Colombe                  | Spojené království Kenneth Langford Ray Calverley John MacLeod         | Západní Německo Jürgen Gerlach Werner Rosener Ulrich Peters          |
| 1971 | Merano                    | Rakousko Kurt Presslmayr Norbert Sattler Hans Schlecht                 | Východní Německo Jürgen Bremer Siegbert Horn Christian Döring          | Západní Německo Jürgen Gerlach Alfred Baum Ulrich Peters             |
| 1973 | Muotathal                 | Východní Německo Wolfgang Büchner Siegbert Horn Christian Döring       | Polsko Jerzy Stanuch Wojciech Gawroński Stanisław Majerczak            | Francie Eric Koechlin Michel Magdinier Claude Peschier               |
| 1975 | Skopje                    | Západní Německo Ulrich Peters Dieter Förstl Bernd Dichtl               | Polsko Wojciech Gawroński Jerzy Stanuch Stanisław Majerczak            | Východní Německo Harald Gimpel Siegbert Horn Christian Döring        |
| 1977 | Spittal an der Drau       | Francie Jean-Yves Prigent Bernard Renault Christian Frossard           | Rakousko Eduard Wolffhardt Norbert Sattler Peter Fauster               | Polsko Wojciech Gawroński Jerzy Stanuch Kazimierz Gawlikowski        |
| 1979 | Jonquière                 | Spojené království Richard Fox Albert Kerr Allan Edge                  | Rakousko Norbert Sattler Peter Fauster Eduard Wolffhardt               | Švýcarsko Milo Duffek René Zimmermann Martin Brandenburger           |
| 1981 | Bala                      | Spojené království Richard Fox Albert Kerr Nicolas Wain                | Švýcarsko Jürg Götz Urs Steinmann Milo Duffek                          | Francie Jean-Yves Prigent Thierry Junquet Bernard Renault            |
| 1983 | Merano                    | Spojené království Richard Fox Paul McConkey Jim Dolan                 | Západní Německo Toni Prijon Peter Micheler Dirk Bovensmann             | Československo Luboš Hilgert Ivan Hilgert Jiří Měchura               |
| 1985 | Augsburg                  | Západní Německo Peter Micheler Toni Prijon Jürgen Kübler               | Francie Christophe Prigent Pascal Marinot Manuel Brissaud              | Jugoslávie Marjan Štrukelj Janez Skok Jernej Abramič                 |
| 1987 | Bourg-Saint-Maurice       | Spojené království Richard Fox Melvyn Jones Russell Smith              | Jugoslávie Jernej Abramič Marjan Štrukelj Janez Skok                   | Francie Christophe Prigent Laurent Brissaud Manuel Brissaud          |
| 1989 | řeka Savage               | Jugoslávie Jernej Abramič Marjan Štrukelj Albin Čižman                 | Itálie Marco Caldera Pierpaolo Ferrazzi Ettore Ivaldi                  | Západní Německo Michael Seibert Thomas Hilger Martin Hemmer          |
| 1991 | Lublaň                    | Francie Manuel Brissaud Gilles Clouzeau Jean-Michel Regnier            | Německo Thomas Becker Michael Glöckle Michael Seibert                  | Československo Luboš Hilgert Peter Nagy Pavel Přindiš                |
| 1993 | Mezzana                   | Spojené království Richard Fox Melvyn Jones Shaun Pearce               | Francie Manuel Brissaud Vincent Fondeviole Sylvain Curinier            | Česko Vojtěch Bareš Pavel Přindiš Luboš Hilgert                      |
| 1995 | Nottingham                | Německo Jochen Lettmann Thomas Becker Oliver Fix                       | Slovinsko Fedja Marušič Marjan Štrukelj Andraž Vehovar                 | Spojené království Andrew Raspin Shaun Pearce Ian Raspin             |
| 1997 | Três Coroas               | Spojené království Paul Ratcliffe Ian Raspin Shaun Pearce              | Francie Vincent Fondeviole Jean-Michel Regnier Ludovic Boulesteix      | Německo Thomas Becker Jochen Lettmann Holger Häffner                 |
| 1999 | La Seu d'Urgell           | Německo Thomas Becker Ralf Schaberg Jakobus Stenglein                  | Slovinsko Andraž Vehovar Fedja Marušič Miha Štricelj                   | Česko Tomáš Kobes Jiří Prskavec Vojtěch Bareš                        |
| 2002 | Bourg-Saint-Maurice       | Německo Claus Suchanek Thomas Becker Thomas Schmidt                    | Itálie Pierpaolo Ferrazzi Matteo Pontarollo Luca Costa                 | Francie Thomas Monier Benoît Peschier Fabien Lefèvre                 |
| 2003 | Augsburg                  | Švýcarsko Thomas Mosimann Mathias Röthenmund Michael Kurt              | Nizozemsko David Backhouse Floris Braat Sam Oud                        | Německo Thilo Schmitt Thomas Schmidt Claus Suchanek                  |
| 2005 | Penrith                   | Francie Julien Billaut Fabien Lefèvre Benoît Peschier                  | Itálie Pierpaolo Ferrazzi Matteo Pontarollo Daniele Molmenti           | Slovinsko Andrej Nolimal Dejan Kralj Peter Kauzer                    |
| 2006 | Praha                     | Francie Fabien Lefèvre Julien Billaut Boris Neveu                      | Itálie Daniele Molmenti Stefano Cipressi Diego Paolini                 | Polsko Grzegorz Polaczyk Mateusz Polaczyk Dariusz Popiela            |
| 2007 | Foz do Iguaçu             | Německo Fabian Dörfler Alexander Grimm Erik Pfannmöller                | Francie Julien Billaut Pierre Bourliaud Sébastien Combot               | Česko Ivan Pišvejc Vavřinec Hradilek Luboš Hilgert                   |
| 2009 | La Seu d'Urgell           | Česko Ivan Pišvejc Vavřinec Hradilek Michal Buchtel                    | Spojené království Campbell Walsh Huw Swetnam Richard Hounslow         | Španělsko Joan Crespo Guillermo Díez-Canedo Carles Juanmartí         |
| 2010 | Lublaň                    | Německo Alexander Grimm Fabian Dörfler Hannes Aigner                   | Francie Pierre Bourliaud Boris Neveu Fabien Lefèvre                    | Itálie Daniele Molmenti Diego Paolini Stefano Cipressi               |
| 2011 | Bratislava                | Německo Sebastian Schubert Hannes Aigner Alexander Grimm               | Francie Boris Neveu Vivien Colober Fabien Lefèvre                      | Itálie Giovanni De Gennaro Daniele Molmenti Omar Raiba               |
| 2013 | Praha                     | Itálie Daniele Molmenti Andrea Romeo Giovanni De Gennaro               | Polsko Grzegorz Polaczyk Mateusz Polaczyk Dariusz Popiela              | Francie Boris Neveu Étienne Daille Mathieu Biazizzo                  |
| 2014 | Deep Creek Lake           | Francie Mathieu Biazizzo Sébastien Combot Boris Neveu                  | Česko Jiří Prskavec Vavřinec Hradilek Vít Přindiš                      | Spojené království Richard Hounslow Joe Clarke Thomas Brady          |
| 2015 | Londýn                    | Česko Jiří Prskavec Vavřinec Hradilek Ondřej Tunka                     | Slovensko Martin Halčin Andrej Málek Jakub Grigar                      | Spojené království Richard Hounslow Joe Clarke Bradley Forbes-Cryans |
| 2017 | Pau                       | Česko Jiří Prskavec Ondřej Tunka Vít Přindiš                           | Francie Boris Neveu Mathieu Biazizzo Sébastien Combot                  | Slovinsko Peter Kauzer Martin Srabotnik Žan Jakše                    |
| 2018 | Rio de Janeiro            | Spojené království Joe Clarke Bradley Forbes-Cryans Christopher Bowers | Polsko Dariusz Popiela Mateusz Polaczyk Michał Pasiut                  | Česko Ondřej Tunka Vít Přindiš Jiří Prskavec                         |
| 2019 | La Seu d'Urgell           | Španělsko David Llorente Samuel Hernanz Joan Crespo                    | Česko Jiří Prskavec Vít Přindiš Vavřinec Hradilek                      | Polsko Dariusz Popiela Michał Pasiut Krzysztof Majerczak             |
| 2020 | Nejelo se kvůli covidu-19 | Nejelo se kvůli covidu-19                                              | Nejelo se kvůli covidu-19                                              |                                                                      |
| 2021 | Bratislava                | Francie Boris Neveu Mathieu Biazizzo Benjamin Renia                    | Slovensko Jakub Grigar Martin Halčin Adam Gonšenica                    | Slovinsko Peter Kauzer Martin Srabotnik Niko Testen                  |
| 2022 | Augsburg                  | Německo Hannes Aigner Noah Hegge Stefan Hengst                         | Spojené království Joe Clarke Christopher Bowers Bradley Forbes-Cryans | Francie Boris Neveu Titouan Castryck Malo Quéméneur                  |
| 2023 | Londýn                    | Česko Jiří Prskavec Vít Přindiš Jakub Krejčí                           | Francie Boris Neveu Titouan Castryck Benjamin Renia                    | Polsko Mateusz Polaczyk Michał Pasiut Dariusz Popiela                |

## Kajak extrémní
| Rok  | Místo                     | Zlato                     | Stříbro                   | Bronz            |
| ---- | ------------------------- | ------------------------- | ------------------------- | ---------------- |
| 2017 | Pau                       | Vavřinec Hradilek         | Boris Neveu               | Mike Dawson      |
| 2018 | Rio de Janeiro            | Christian De Dionigi      | Boris Neveu               | Thomas Bersinger |
| 2019 | La Seu d'Urgell           | Stefan Hengst             | Nikita Gubenko            | Pedro Gonçalves  |
| 2020 | Nejelo se kvůli covidu-19 | Nejelo se kvůli covidu-19 | Nejelo se kvůli covidu-19 |                  |
| 2021 | Bratislava                | Joseph Clarke             | Finn Řezník               | Mario Leitner    |
| 2022 | Augsburg                  | Joseph Clarke             | Anatole Delassus          | Stefan Hengst    |
| 2023 | Londýn                    | Joseph Clarke             | Boris Neveu               | Martin Dougoud   |